# Систематизація законодавства в країнах загального права

## Загальна характеристика систематизації законодавства в країнах загального права
Тривалий час питання про систематизацію законодавства в країнах загального права практично не ставилося, що було обумовлено незначною роллю законів в системі, де домінував прецедент. 
До початку XIX законодавство країн загального права   було допоміжним джерелом права, являючи собою збірку невпорядкованих та погано пов’язаних між собою та суперечливих статутів.
Систематизація законодавства англо-американської системи переважно мала неофіційний характер, але підвищення рівня активності правотворчості парламенту змінила ситуацію в більш позитивний бік. 
У XVIII професор Оксфордського університету Вільям Блекстон опублікував «Коментар до англійських законів» в 4 томах. У своїй роботі він детально охарактеризував правові норми та прецеденти і вперше систематизував їх як норми загального права в Англії.
У XIX ст. у період зміцнення становища закону в англо-американському праві, зростає комплекс питань, пов'язаних з цією формою права.
Необхідність систематизації на сучасному етапі пов'язана, перш за все, зі збільшенням кількості законів. За багатовікову діяльність англійського парламенту було прийнято значну кількість статутів. В англійському праві можна зустріти акти парламенту, прийняті в XIV - XV ст. і які до сих пір використовуються в судовій практиці. Крім того, з кожним роком число статутів продовжує зростати. Загалом специфіка вирішення проблеми систематизації в англійському праві диктується рядом його особливостей, перш за все характером джерел.

## Види систематизації законодавства в англо-американській правовій системі
В країнах загального права розрізняють три основні види систематизації нормативно-правових актів:
1. Створення та видання консолідованих  нормативно-правових актів;
2. Систематизація актів шляхом кодифікації;
3. Облік законодавства.

## Систематизація законодавства шляхом консолідації
Основою упорядкування законів в країнах загального права є консолідація. Її зручність полягає в тому, що консолідуючі акти проходять через парламент за спрощеною законодавчою процедурою. 
Насправді в загальному праві до цих пір розглядають лише Систематизацію законодавства шляхом консолідації - процесу з'єднання законодавчих актів в єдиний, без змін. Але незважаючи на те, що в парламенті багато говорилося про необхідність розвитку консолідації, практичні зрушення були незначні.
Консолідація в країнах загального права розпочалася в XVI столітті. Першим таким актом був закон «Про робочих» 1562 року. Уже протягом XIX століття консолідуються акти найбільш важливих інститутів кримінального і цивільного права. Так, в 1825 році були замінені 425 законів. У 1859 р в Доповіді правової Комісії йшлося про доцільність консолідувати всі діючі закони в найближчі два роки. З 1870 по 1892 рік правові комісії без підтримки парламенту з 59 законних актів прийняла 36. Такі акти збирають та об’єднують відокремлені норми інститутів. Наприклад: закон про шлюбні відносини 1857 року чи закон про партнерство 1890 року. А в 1949 році був створений закон, який допускав внесення змін та поправок в вже існуючі застарілі закони, для ліквідації непотрібних положень, які втратили своє значення та усунення двозначності таких положень.
Проте консолідація актів в країнах загального права й досі викликає безліч запитань. Найсуттєвішим є дискусійне запитання про межі  консолідації та включення нових актів у систему консолідації. Тому складність консолідації в країнах загального права полягає в тому, що законодавство цих країн досить деталізоване. Ф. Бенніон стверджував, що кожен закон може бути автономним законом. Тому консолідація законодавства в англо-американських країнах повинна здійснюватися постійно і мусять враховуватися всі зміни в діючих нормативно-правових актах, щоб створити єдину, цілісну систему законодавства таких країн. Також процес консолідації ускладнюється тим, що статути досить часто змінюються. Всякий раз, відзначає англійський юрист Ф. Бенніон, коли ви дивитеся акт, необхідно звертатися до додаткових джерел, щоб дізнатися, чи не було за цей час прийнято будь-яких доповнень до акта або чи не були скасовані окремі його положення. У процесі консолідації враховуються не тільки поправки до законів, а й делеговане законодавство. В англійській практиці є випадки, коли статутні акти ставали в процесі консолідації частинами нового закону.

## Систематизація законодавства шляхом кодифікації
Жодна галузь англо-американського права не кодифікована повністю і  при кодифікації тут систематизуються не тільки норми статутного права, а й прецеденти. Слідуючи із цього завдання кодифікації законодавства розглядається як політична вимога, а не як завдання правового розвитку, і зумовлено це тим що, загальнt правj - досить гнучкий і соціально орієнтований інструмент. Переплетення форм права, детальна конкретизація правових норм та принципи застосування - все це зумовило труднощі у розвитку систематизації шляхом кодифікації.
Вже у XVI столітті різко зростає необхідність кодифікації нормативно – правових актів англо-американської правової системи. В 1616 році Ф. Бекон пропонує королю Якову I  свою працю «Пропозиції щодо узагальнення та покращення права Англії» і пропонує раціоналістично систематизувати нормативні акти.
Рауль Ван Канегем стверджував нерозривність існування законодавства з історичним минулим Англії і оцінював кодифікацію як «абсолютне зло». За його словами: «Жоден сучасний твір з англійського права не можна зрозуміти повною мірою, якщо у ньому немає достатньо ґрунтовних екскурсів в історію... Право Англії набагато більше, ніж будь-яка інша правова система, що ґрунтується на кодифікації, є продуктом його історичного розвитку, оскільки будь-яка кодифікація – це завжди удар сокири по безперервному плину часів».
І. Бентам пропонував створити кодекс, який мав би систематизований виклад діючого права, розділене з предметів регулювання. Його ідеї отримали реалізацію в США. З XIX століття проводиться політика зближення американських штатів і введення одноманітності в правове регулювання суспільних процесів. В результаті чого для штатів, створюються типові закони Загальною комісією всіх представників штатів з Американським інститутом і Американською асоціацією адвокатів, слідуючи із цього можна сказати, що законодавство американського права проходить систематизацію шляхом кодифікації. Прикладом кодифікації законодавства в США є Єдиний торговий кодекс США, який є чиним в усіх штатах, за винятком Луїзіани, Вірджинії та федерального округу Колумбія чи Зразковий Кримінальний кодекс США. Але американський законодавець, створюючи кодекс, намагається відновити вже існуючі норми створені судовою практикою, а не створити нові акти для правового регулювання важливих суспільних відносин. У американській системі існують збірки законодавства, які вважаються кодексами. Такі збірки класифікують вже існуючі джерела права, вони часто використовуються в юридичній практиці, але ніколи не застосовуються як кодекси. Наприклад Кодекс законів США, який є систематизованим зібранням діючих законів. Отже, консолідованими, а не кодифікованими актами є, наприклад, Податковий кодекс, Звід законів США, оскільки, чинні нормативно - правові акти офіційно перевидаються без змін.
На відміну від кодифікації американського права кодифікація законодавства в англійському праві має пройти тривале "вживання" кодексу в право. Систематизація законодавства англійського права шляхом кодифікації малопоширена. Прикладом є те, що в англійському праві не існує єдиного Кримінального кодексу чи Цивільного кодексу тощо. Це виражається не тільки в складності прийняття кодексу по частинах, а й в тому, що поряд з кодексом будуть діяти статутні і прецедентні норми, що визначають різні склади злочинів. Труднощі кодифікації диктуються в першу чергу вимогами принципів судового застосування. При застосуванні актів парламенту англійські суди спираються головним чином на буквальне правило, яке виходить з точного прочитання кожного статуту, а не з його загального сенсу. Тому введення узагальнених положень, як в європейських кодексах, в англійському праві викликає заперечення. Наприклад, якщо стаття кодексу буде застосовувати термін "права і обов'язки батьків", не розкриваючи змісту цих понять, то суд буде змушений знову звернутися до роз'яснень прецедентного права. Тому акти кодифікації в англійському праві майже не впливають на зміну числа парламентських актів і в цьому відношенні відрізняються від актів консолідації, з виданням яких скасовується досить значне число законодавчих актів.  Таким чином, теоретичним дискусіям з питань кодифікації в англійському праві протистоїть реальна практика консолідації, яка, незважаючи на безліч проблем, все ще залишається провідною формою систематизації.
Отже, складність практичної кодифікації законодавства в загальному праві полягає в тому, що велика частина права міститься в формі прецедентнтів, що ускладнює формування єдиної загальної норми з статутів і відповідних прецедентів. Процес кодифікації проходить мала частина нормативно-правових актів країн загального права. Таким чином кодифікації акти не впливають на зміну кількості парламентських актів. Тому питання й досі вирішується дуже повільно.

## Систематизація шляхом обліку законодавства
Облік нормативно-правових актів, здійснюється шляхом створення та оприлюднення парламентом особливих законів. Слід відмітити, що облік стосується лише прийнятих парламентом актів. Облік нормативно-правових актів є допоміжною діяльністю систематизації законодавства.

## Критика та недоліки систематизації законодавства в країнах загального права
Критики вважають, що кодифікація не може передбачити всіх ситуацій і вона гальмує розвиток законодавства. Також були висунені ідеї що кодифікація збільшує роль парламенту в нормотворчості, а створені ним кодекси обмежують діяльність судів, які повинні керуватися правилами та вимогами законодавчої влади.
Головним недоліком систематизації законодавства в країнах загального права є те, що процес систематизацію законодавства проходить мала частина нормативно-правових актів.

## Дивитися також
- Систематизація законодавства
- Правова сім’я
- Англосаксонська правова сім'я
- Правова система США